# Klaus Radke
Klaus Radke (* 30. Januar 1955 in Bonn) ist ein deutscher Jurist und Autor.

## Ausbildung und Beruf
Das Studium der Rechtswissenschaft an der Johannes Gutenberg-Universität Mainz schloss Klaus Radke mit dem Ersten Juristischen Staatsexamen und das anschließende Rechtsreferendariat mit dem Zweiten Juristischen Staatsexamen ab. Während eines mehrjährigen Aufenthalts in London entstand seine Dissertation über den Staatsnotstand im internationalen Recht, mit der er zum Dr. iur. promoviert wurde. Im Anschluss an Tätigkeiten als wissenschaftlicher Mitarbeiter und Lehrbeauftragter im In- und Ausland war Klaus Radke von 1987 bis 2020 beim Westdeutschen Rundfunk beschäftigt.
Er war Leiter der Intendanz, Gründungsbeauftragter und ARD-Programmgeschäftsführer des Fernsehprogramms Phoenix. Ende Januar 2008 verließ er den Sender nach über 10 Jahren auf eigenen Wunsch. Weiterhin war er Koordinator des Fernsehprogramms Einsfestival (One), Leiter der Stabsstelle Strategie Fernsehen, Geschäftsführer der Historischen Kommission der ARD, Koordinator im WDR für das Kulturprogramm 3sat und Beauftragter für barrierefreie Fernsehprogramme im WDR. Radke betreute u. a. Fernsehproduktionen für Phoenix, 3sat und das WDR Fernsehen, darunter im Jahr 2003 die Dokumentation Das Große Schauspiel (Stephan Lamby/ECO Media), die für den Adolf-Grimme-Preis nominiert und mit dem Robert-Geisendörfer-Preis ausgezeichnet wurde. Seit 2020 ist Klaus Radke ehrenamtlich tätig.

## Mitgliedschaften
Im Rahmen seiner Aufgaben war Radke Kuratoriumsmitglied der Civis Medienstiftung, Mitglied der Hauptjury des Deutsch-französischen Journalistenpreises, der Jury des Internationalen Dokumentarfilmpreises der Cologne Conference, der Jury des Gerd-Ruge-Projekt-Stipendiums für junge Dokumentarfilmer und der Jury des Europäischen Young-Civis-Medienpreises.

## Publikationen
- To enrich People's Lives. Betrachtungen zum Auftrag der öffentlich-rechtlichen Medien im Internet. In: IRIS Spezial, Eine Publikation der Europäischen Audiovisuellen Informationsstelle. Online-Aktivitäten öffentlich-rechtlicher Medien: Auftrag und Finanzierung, Strasbourg 2015
- Phoenix: Ziele, Programm und Programmphilosophie: Der Ereignis- und Dokumentationskanal von ARD und ZDF. In: Media Perspektiven 4/1997, S. 206 ff
- Die öffentlich-rechtliche Programmbeschwerde als Rundfunkpetition. In: Zeitschrift für Urheber- und Medienrecht 8/9/1991, S. 400 ff
- Der Staatsnotstand im modernen Friedensvölkerrecht. Ein Beitrag über die Grenzen der Verbindlichkeit völkerrechtlicher Normen, Völkerrecht und Außenpolitik, Baden-Baden 1989